# 1820-1829
De jaren 1820-1829 (van de christelijke jaartelling) zijn een decennium in de 19e eeuw.

## Meerjarige gebeurtenissen en ontwikkelingen

### Europa
- 1820 : Het Revolutiejaar 1820 start in Zuid-Italië. Koning Ferdinand I van de Beide Siciliën wordt gedwongen een constitutionele monarchie af te kondigen. Dit succes brengt Carbonari in het koninkrijk Sardinië ertoe dezelfde eis aan koning Victor Emanuel I voor te leggen, die hierop besluit af te treden ten gunste van zijn broer. Beide politieke omwentelingen zijn slechts van korte duur doordat met hulp van de legers van de Heilige Alliantie –keizerrijk Rusland, keizerrijk Oostenrijk en koninkrijk Pruisen- de opstanden onderdrukt worden en de situatie van vóór 1820 weer hersteld wordt. Hierop besluiten verschillende Carbonari het land te ontvluchten en zich vooral in Frankrijk te vestigen.
- 1820 - Staatsgreep in Spanje door generaal Rafael del Riego. In 1822 valt een enorm Frans leger, gestuurd door de Heilige Alliantie, Spanje binnen en herstelt het absolutistische bewind van Ferdinand VII.
- 1820 : In Portugal, in afwezigheid van de koning, die in Brazilië verblijft, wordt een staatsgreep gepleegd. Een jaar later keert koning Johan VI van Portugal terug naar zijn land en moet de nieuwe grondwet ondertekenen.
- 1821 : De Griekse Onafhankelijkheidsoorlog brengt Europa in beroering. Aanvankelijk kunnen de Grieken zich redelijk handhaven. Beroemd wordt het verzet van Mesolongi.
- 1826 : Derde beleg van Mesolongi. De Egyptische legerleider Ibrahim Pasha slaagt erin de stad te veroveren.
- 1827 : Zeeslag bij Navarino. Groot-Brittannië, Frankrijk en Rusland grijpen in en brengen twee derde van de Turkse vloot tot zinken.
- 1828 : Ioannis Kapodistrias wordt gouverneur van de Eerste Helleense Republiek.
- 1825 : Tsaar Alexander I van Rusland sterft, hij wordt opgevolgd door zijn jongere broer Nicolaas.
- 1825 : Decembristenopstand. Russische liberaalgezinde gardeofficieren rebelleerden tegen het tsaristische absolutisme.
- 1826-1828 : Russisch-Perzische Oorlog. Russen en Perzen vechten om de Kaukasus.
- 1828-1829 : Russisch-Turkse Oorlog. Rusland probeert de hoofdstad Istanboel te veroveren en daarmee de Grote Oosterse Kwestie te beslechten.

### Verenigd Koninkrijk der Nederlanden
- Voortvarend wordt de aanleg van kanalen ter hand genomen. In 1823 geeft het Noordhollands Kanaal de haven van Amsterdam een verbinding met de Noordzee. Het Kanaal Pommerœul-Antoing door Henegouwen wordt gegraven tussen 1823 en 1826 om de opgedolven steenkool uit het mijnbekken van de Borinage via de Schelde naar Antwerpen te brengen. Tussen 1825 en 1827 wordt het Kanaal Gent-Terneuzen gegraven, waardoor ook de stad Gent een uitweg naar zee verkrijgt. Er wordt een kanaal gegraven door Voorne om de marinehaven Hellevoetsluis te verbinden met Rotterdam.
- In 1822 richt Koning Willem I de Algemeene Nederlandsche Maatschappij ter Begunstiging van de Volksvlijt op. Deze heeft als doel de groei van de welvaart in de zuidelijke gewesten van het land te stimuleren. In 1824 sticht hij in het noordelijk landsdeel de Nederlandsche Handel-Maatschappij om de koloniale handel weer tot leven te brengen.
- In 1821 wordt een plan voor de urgentste rijksstraatwegen vastgesteld, en in 1825 wordt begonnen met de bestrating op bestaande tracés. In een aantal regio's die buiten de boot vallen, nemen landbezitters en andere kapitaalkrachtigen het initiatief tot de aanleg van een tolweg
- De zuid-Nederlandse textielindustrie ziet de uitvoer van linnen naar Nederlands-Indië sterk groeien. Het marktaandeel gaat van 13% in 1825 naar 70% in 1830, dit ten koste van de Engelsen.
- Het Koninklijk Besluit volgens hetwelk in de Vlaamse provincies in bestuur en rechtspraak alleen Nederlands mag worden gebruikt, jaagt de Franstaligen tegen Willem I in het harnas.
- Koning Willem I sluit een Concordaat met de paus, maar raakt in conflict met het episcopaat in de zuidelijke provincies. Hij laat seminaries sluiten waarvoor geen vergunning was gevraagd, en gaat zich bemoeien met bisschopsbenoemingen.
- Door dit alles en door het autoritaire karakter van de regering komt in 1828 het monsterverbond tot stand tussen Franstalige liberalen en katholieken.
- Vanaf 1826 worden door een Rijkscommissie statistische data verzameld en bestudeerd om het regeringsbeleid met cijfers te onderbouwen. Belangrijkste leden zijn Rehuel Lobatto en Adolphe Quetelet. In 1827, 1829 en 1830 worden rapporten gepubliceerd op de terreinen van demografie, economie en recht. Ten gevolge van de Belgische opstand valt de commissie uiteen.

### Amerika

#### Noord-Amerika
- 1820 : De blanken in Arkansas beginnen in Washington D.C. te lobbyen om het land van de Sherokee in handen te krijgen, en een delegatie van de indianen wordt in 1828 gedwongen een verdrag met de Amerikaanse overheid te tekenen om hun land af te staan aan de Verenigde Staten. Ongeveer de helft van het volk weigert te vertrekken, de anderen worden onder dwang gedeporteerd naar een gebied nog verder naar het westen, het aan hen toegewezen Indianenterritorium in Oklahoma. Dit traumatische gebeuren, dat duizenden levens kost, zal de geschiedenis ingaan als de Trail of Tears.
- 1821 : De republiek Groot-Colombia stelt zijn grondwet op.
- 1821 : Einde van Nieuw-Spanje. Spanje moet zich neerleggen bij de onafhankelijkheid van Mexico, Peru en Midden-Amerika.
- 1822 : Peter, de zoon van koning Johan VI van Portugal, wordt de eerste keizer van het Keizerrijk Brazilië.
- 1825 : Bolivia wordt onafhankelijk met Simon Bolivar als eerste president. De droom van Simon Bolivar op een 'Verenigde Staten van Zuid-Amerika' vervliegt. In de republiek Groot-Colombia gaan de regio's hun eigen gang, en Bolivar treedt teleurgesteld af als president.
- 1828-1829 : Groot-Colombia-Peruviaanse oorlog. Ecuador en Venezuela scheiden zich af.

### Nederlands-Indië
- 1824 : Verdrag van Londen. Nederland en het Verenigd Koninkrijk regelen hun verhoudingen in "de Oost". Nederland trekt zich terug uit Malakka en de Britten geven de Nederlanders de vrije hand op Sumatra.
- 1825-1830 : Java-oorlog.  Na de overdracht van de koloniën aan Nederland door Engeland dreigen overal opstanden. Onder leiding van de pangeran Diponegoro breekt in Djokjakarta oorlog uit. Er wordt een guerrillaleger gevormd en Nederland wordt de jihad verklaard. Op Sumatra woeden de Padri-oorlogen.

### Azië
- Door interne twisten verzwakt valt het koninkrijk Ahom in 1821 ten prooi aan Birmese invallen. De Birmezen worden in de Eerste Anglo-Burmese Oorlog (1824-1826) verdreven door de Britten, die Ahom vervolgens bij de provincie Bengalen inlijven.
- 1824-1826 : Eerste Engels-Birmese oorlog. De Britten veroveren Birma.
- In 1826 sluit Siam om aan het lot van Birma te ontkomen een eerste handelsverdrag met een westerse mogendheid, te weten de Britten. In het verdrag zegt Siam toe een uniform belastingstelsel in te voeren, om de belastingen op buitenlandse handel te verlagen, en om sommige koninklijke monopolies op te heffen. Als gevolg hiervan groeit Siams handel snel, vestigen zich meer buitenlanders in Bangkok en neemt de westerse culturele invloed toe.

### Afrika
- Britse settlers vestigen zich in de Kaapprovincie.
- Op Madagaskar vertalen twee zendelingen uit Wales, David Jones en David Griffiths, de Bijbel in de Malagasitalen, waarvoor ze eerst een Latijns alfabet ontwikkelen. Het is een van de eerste Bijbelvertalingen in een Afrikaanse taal.

### Godsdienst
- De conservatieve Paus Leo XII dwingt de joden in Rome weer binnen het getto te leven, nadat zij hieruit na tweeënhalve eeuw door Napoleon Bonaparte waren bevrijd.
- In de Duitse stad Keulen wordt in 1823 weer een grootse Carnavalsoptocht gehouden. Andere steden volgen, zoals Koblenz, Münster, Mainz en Aken.
- Als de  Nederlandse overheid vanaf 1820 begint met massavaccinatie tegen pokken, verzetten de twee joodse protestanten Abraham Capadose en Isaäc da Costa zich heftig uit godsdienstige motieven. Mede hierdoor ontstaat het Réveil, een protestantse beweging die streeft naar godsdienstige verdieping.
- 1820 - Voorjaar - Joseph Smith ziet in een visioen God en Jezus Christus als antwoord op zijn zoektocht naar de ware kerk. Zie ook Mormonen.

### Sociaal
- Terwijl het Franse wolfsjong Victor van Aveyron de laatste jaren van zijn moeizame leven slijt, probeert men in Duitsland de in een kelder opgegroeide Kaspar Hauser een verlate opvoeding te geven.

### Wetenschap
- 1820 - Hans Christian Ørsted ontdekt de eerste principes van het elektromagnetisme.
- John Gardner Wilkinson reist van 1821 tot 1833 door Egypte en legt de basis voor de Britse Egyptologie.
- 1825 - Sadi Carnot probeert vanuit een wetenschappelijk oogpunt het werk van James Watt te begrijpen en tot een theorie te komen die de haalbare efficiëntie kan voorspellen. Hij gaat daarbij uit van de idealegaswet pV=nRT en beschouwt een kringloop, bestaande uit twee isotherme en twee adiabatische veranderingen. Hij toont daarmee aan dat het hoogst haalbare rendement geheel bepaald wordt door de twee temperaturen Thoog en Tlaag in de cyclus. Hij publiceert in 1825 deze analyse in zijn boek Sur la puissance motrice du feu (Over de bewegende kracht van het vuur). Hierin geeft hij een eerste formulering van de Tweede wet van de thermodynamica, waarmee hij de grondslag legt voor de ontwikkeling van de thermodynamica.
- 1823 tot 1826 derde expeditie rond de wereld van Otto von Kotzebue.
- Het Drieperiodensysteem wordt bedacht door de Deen Christian Jürgensen Thomsen. Het is een eerste poging prehistorische vondsten systematisch te classificeren door ze in te delen in drie hoofdperioden: de ijzertijd, bronstijd en steentijd.

### Innovatie
- 1826 - Joseph Nicephore Niépce maakt de eerste foto op een geasfalteerde plaat. Hij heeft hiervoor bij helder zonlicht een belichtingstijd van acht uur nodig.

### Stad en land
- In de herfst van 1820 klagen diverse Duitse partijen over de trage wijze waarop het watertransport naar Duitsland kan plaatsvinden. Dit leidt tot een onderzoek in Nederland dat in 1822 wordt gepubliceerd. Hierin wordt het belang om het Zederikkanaal aan te leggen nogmaals onderstreept.
- De Brusselse boulevards worden voorzien van gaslicht. Brussel is de eerste stad op het vasteland van Europa met deze nieuwigheid.
- In Noord-Nederland breekt in 1826 de Groninger ziekte uit met veel doden tot gevolg. In 1827 worden nieuwe begraafplaatsen aangelegd buiten de Groninger veste. Deze trend wordt later overgenomen door andere Nederlandse steden.
- Aanleg in Maastricht van het Bassin. Deze binnenhaven is het sluitstuk van de Zuid-Willemsvaart en verbindt deze via een sluis met de Maas.

### Transport

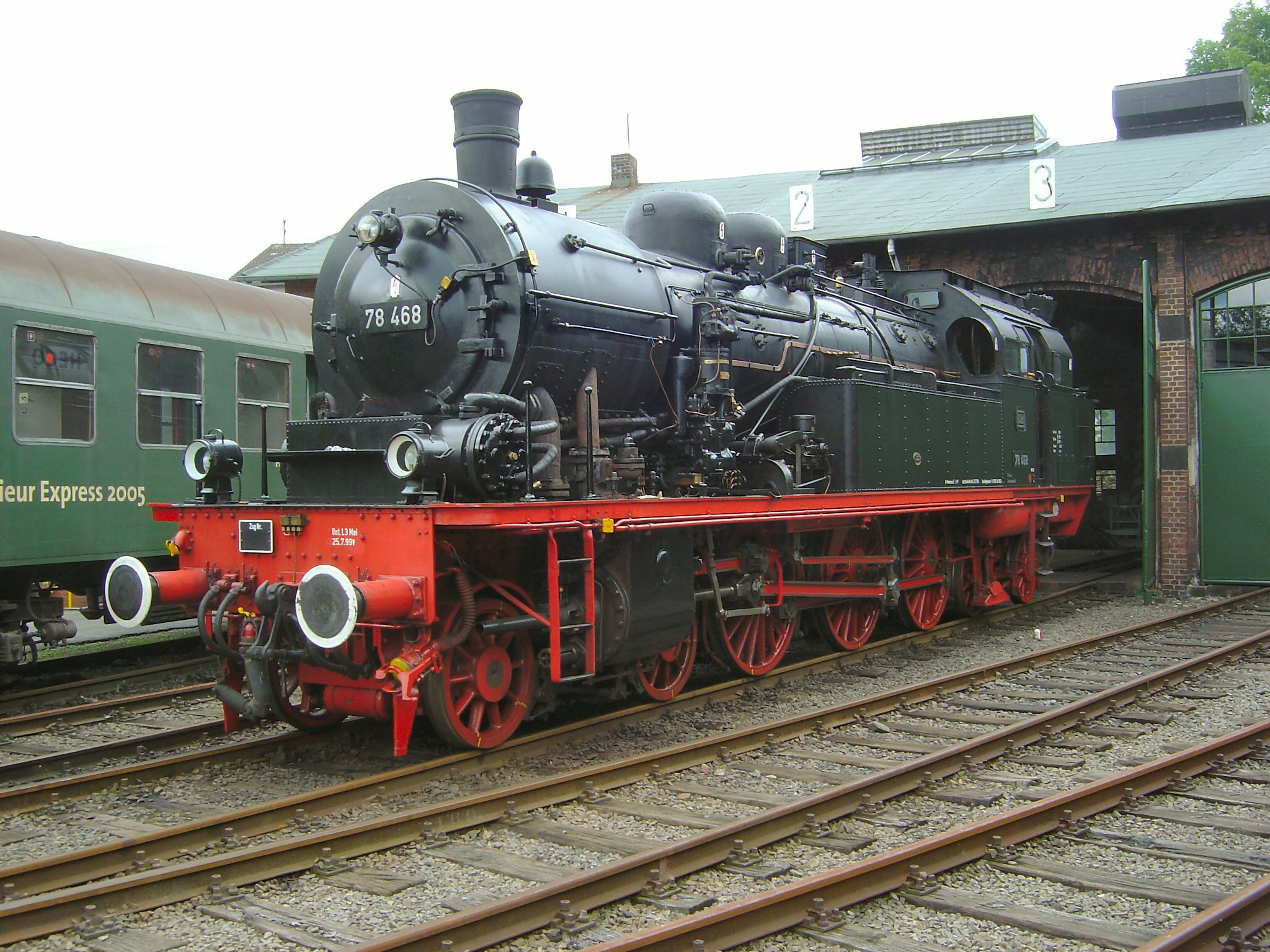
Stoomlocomotief

- 1823 - De Nederlander is het eerste stoomschip van de Koninklijke Nederlandse Stoomboot-Maatschappij. Het loopt van stapel op de scheepswerf van Hoogendijk in Capelle aan den IJssel.
- In 1826 start schipper Jan Goedkoop een lichterdienst van Amsterdam naar Nieuwediep over het twee jaar eerder geopende Noordhollandsch Kanaal. Daarvoor brengt hij drie nieuwe lichters in de vaart, die gejaagd worden door de jaagdienst.
- In 1821 krijgt een kolenmijn in Noord-Engeland vergunning om een tramweg aan te leggen voor het vervoer van steenkool van de mijn naar de haven. De ondernemer laat zich echter door George Stephenson overtuigen om in plaats van paarden zijn ontworpen stoomlocomotief te gaan gebruiken. De Stockton and Darlington Railway wordt naast het kolenvervoer ook gebruikt voor personenvervoer.
- De Viaanse vaart wordt doorgetrokken naar de Keulse Vaart, en geeft de Haven van Amsterdam een verbinding met de Waalroute, die bij laag water een alternatief is voor de Beneden-Rijn en de Lek.

### Kunst en cultuur
- In Parijs viert Gioacchino Rossini triomfen met zijn opera's, waarin ook de jonge sopraan Maria Malibran schittert.
- De mondharmonica (1821) en de trekharmonica (1829) worden geboren.
- Vanaf 1826 publiceert Wilhelm Hauff sprookjes, samen met onder andere de Gebroeders Grimm, in bekende Sprookjesalmanakken. Zijn sprookjes vormen een duidelijke exponent van de tijdsgeest

## Sport
- In Engeland ontstaan twee tradities in de watersport: in 1826 organiseert de koninklijke jachtclub van Cowes op het Isle of Wight de regatta die sindsdien jaarlijks wordt gehouden, net als The Boat Race op de rivier Theems tussen studententeams van Oxford en Cambridge, die in 1829 voor het eerst wordt geroeid.

## Belangrijke personen

### Overleden
- 1824 : Koning Lodewijk XVIII van Frankrijk sterft, hij wordt opgevolgd door zijn broer Karel X van Frankrijk.
- 1825 : Koning Ferdinand I der Beide Siciliën sterft, hij wordt opgevolgd door zijn zoon Frans I der Beide Siciliën.
- 1826 : Koning Johan VI van Portugal sterft, hij wordt opgevolgd door zijn kleindochter Maria. Zijn tweede zoon Michaël I van Portugal grijpt de macht twee jaar later.

<< · 1820 · 1821 · 1822 · 1823 · 1824 · 1825 · 1826 · 1827 · 1828 · 1829 · >>
<< · 1800-1809 · 1810-1819 · 1820-1829 · 1830-1839 · 1840-1849 · 1850-1859 · 1860-1869 · 1870-1879 · 1880-1889 · 1890-1899 · >>